# Crkva sv. Stjepana kralja u Kninu
Župna crkva Svetog Stjepana Kralja je bila srednjovjekovna župna crkva u Kninu. Bila je posvećena ugarskom kralju i svecu Stjepanu I. i nalazila se je odmah izvan zidina kninske tvrđave, u podgrađu. Pretpostavlja se da je građena na prijelazu 11. i 12. stoljeća, iako neki osporavaju takvu dataciju. Spominje se prvi put u sačuvanim ispravama iz 1403. i 1477. godine.

## Kontroverza oko izbora župnika 1488.
Illyricum sacrum Danijela Farlatija navodi kontroverzu koja je izbila 1488. godine kada je umro Bartolomej, župnik crkve sv. Stjepana, nakon čega građanstvo Knina za novog župnika crkve izabire Pavla Potačića, kojega je prethodno kninski biskup kooptirao u kolegij kninskog kaptola. Tom odabiru građana usprotivio se sam biskup iz više razloga (Potačić drži više drugih crkvenih pozicija, pogreške prilikom odabira itd.), te je za župnika crkve predložio kanonika Tomu Radovića. Sukob između građana i biskupa oko izbora je trajao pet do šest godina, te se, prema pisanju Farlatija, do 1493. stvorio spis na čak 450 stranica. U sam spor se umiješao papa, koji je naložio duvanjskom biskupu i generalnom vikaru splitske metropolije Bartolomeju da istraže stvar i donesu presudu. Eventualno je prevagnuo biskupov odabir, što je Potačić teško podnosio, nakon čega je iz osvete biskupu i novom župniku radio mnoge probleme. Uvidjevši da nije postigao svoj cilj, navedeno je da mu nije preostalo ništa drugo, nego da se ubije.